# Військово-медичний клінічний центр Західного регіону
Військово-медичний клінічний центр Західного регіону (ВМКЦ ЗР) — військово-медичний заклад (шпиталь) у місті Львів, одна з провідних установ охорони здоров'я Міністерства оборони України. Є багатопрофільним клінічним, лікувально-діагностичним центром в якому лікуються військовослужбовці, ветерани Збройних Сил, та всі охочі цивільні пацієнти. Спеціалізація (профіль) центру — це нейрохірургія, травматологія, серцево-судинна хірургія та відновне лікування. 
Зоною територіальної відповідальності ВМКЦ Західного регіону є вісім областей на заході України (Волинська, Закарпатська, Івано-Франківська, Тернопільська, Чернівецька, Львівська, Хмельницька та Рівненська) де діють 7 військових госпіталів і більше ніж 50 медичних підрозділів стройових військових частин.

## Історія

### Роки незалежності
Військово-медичний клінічний центр Західного регіону створено відповідно до "директиви № Д-322/1/" Міністра оборони України від 1 грудня 2006 року на базі 1120-го центрального військового клінічного госпіталю Західного оперативного командування (раніше - 1120-й окружний військовий госпіталь). 
У 2007 році відповідно до «Концепції розвитку військової медицини» у Львові при військово-медичному клінічному центрі Південного регіону була сформована військова частина А0233 або 66-й військовий мобільний госпіталь (66 ВМГ). 
Від початку 2017 року ВМКЦ Західного регіону пролікував понад 6 500 пацієнтів. З них, близько 4 000 — діючі військовослужбовці. Також, від початку АТО 3 000 військовослужбовців отримали допомогу хірургічного профілю безпосередньо у районі бойових дій. 

## Структура
- 10-й військовий госпіталь (м. Хмельницький, в/ч А2339)
- 376-й військовий госпіталь (м. Чернівці, в/ч А1028)
- 498-й військовий госпіталь (м. Луцьк, в/ч А4554)
- 1121-ша поліклініка з денним стаціонаром (м. Івано-Франківськ)
- 1129-й гарнізонний військовий госпіталь (м. Рівне, в/ч А1446)
- 1397-й військовий госпіталь (Закарпатська обл., м. Мукачеве, в/ч А1047)
- 1445 військовий госпіталь (м. Старокостянтинів, в/ч А3267)
- 66-й мобільний військовий госпіталь (м. Львів, в/ч А0233, пп В2089)
- Центр медичної реабілітації й санаторного лікування «Трускавецький» (Львівська обл., м. Трускавець, в/ч А1700)

## Керівництво
Начальники військово-медичного клінічного центру:
- полковник м/с Бубес Ярослав Григорович (1992 — 1994)
- полковник м/с Петрук Сергій Олександрович (2007? — 2010)[5]
- полковник м/с Гайда Іван Михайлович (2010 — 2020)
- полковник м/с Подолян Юрій Віталійович (з 2020 — 2022)
- полковник м/с Книгиницький Володимир Федорович (з 2022 — до т.ч.)